# Giovanni Lombardo Calamia

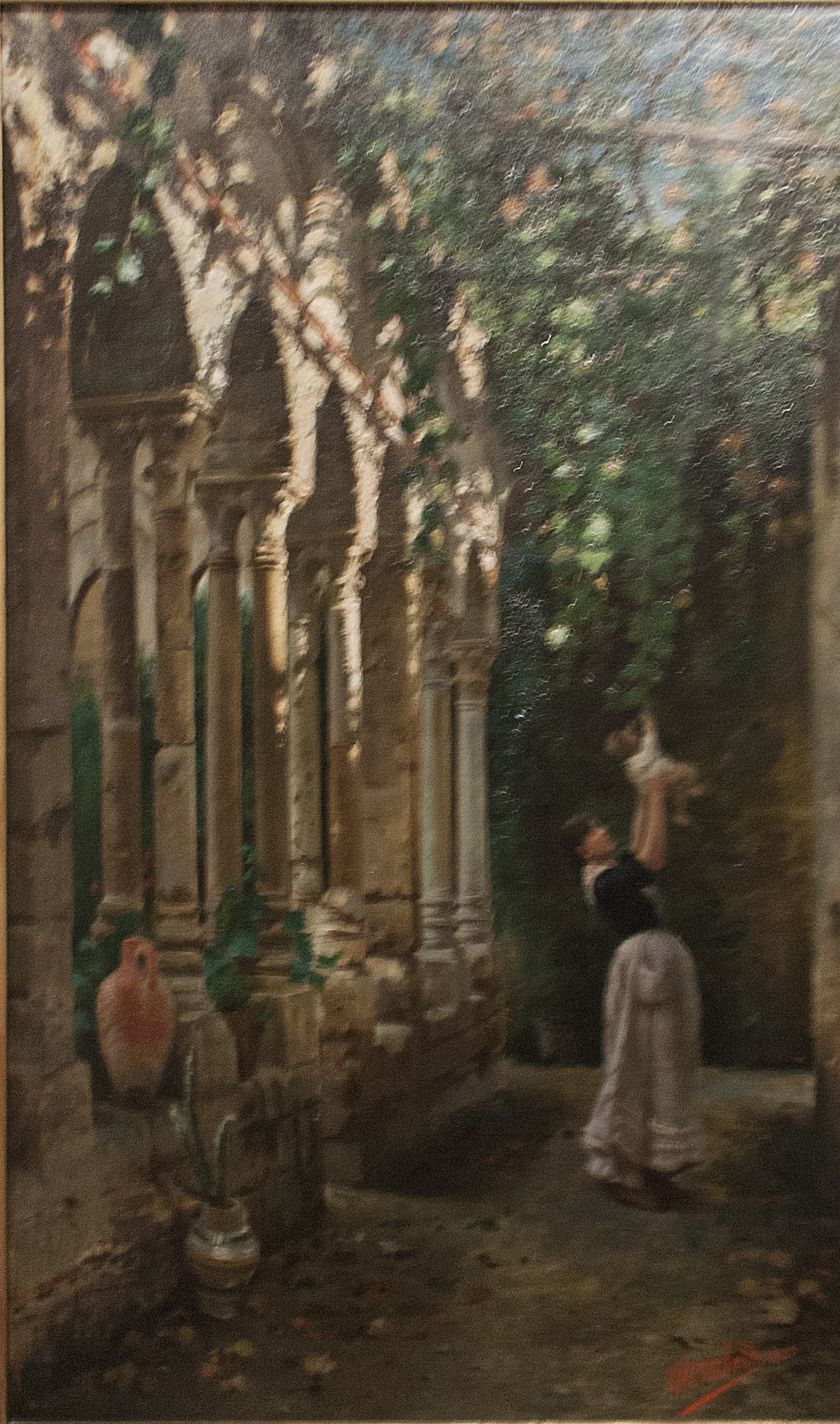
Chiostro di San Giovanni degli Eremiti

Giovanni Lombardo Calamia (Palermo, 1849 – 1894) è stato un pittore italiano che rappresenta principalmente vedute d'interni.

## Biografia
Di seguito i suoi lavori: Catacombe dei Cappuccini a Palermo; Vecchio cortile; Un chiostro. Espose spesso a Napoli, e Torino, nel 1880, di nuovo Catacombe e uno Studio dal vero a Bocca in Falco, Sicilia. A Roma, nel 1883, ha mostrato: Vecchi ruderi e Verso l'ave.